# Санный спорт на зимних Олимпийских играх 1994
Соревнования по санному спорту на зимних Олимпийских играх 1994 прошли с 14 по 18 февраля. Были разыграны три комплекта наград — на одноместных и двухместных санях среди мужчин и одноместных санях среди женщин.
Впервые с 1964 года немецкие саночники не сумели выиграть золото в соревнованиях двоек — золото и серебро выиграли итальянцы, причём чемпионом вместе с Куртом Бруггером стал Вильфрид Хубер, а его старший брат Норберт выиграл серебро вместе с Хансйёргом Раффлем.
На второй Олимпиаде подряд золото не смогли выиграть немецкие саночницы — золото также досталось итальянке Герде Вайссенштайнер. Эти Олимпийские игры остаются единственными, на которых итальянцы сумели выиграть 2 золота в санном спорте.
Георг Хакль, повторив свой успех 1992 года, стал первым в истории саночником, дважды выигравшим олимпийское золото на одноместных санях среди мужчин. Среди женщин на тот момент это удалось только Штеффи Мартин-Вальтер, побеждавшей в 1984 и 1988 годах.

## Медали

### Медалисты
| Дисциплина         | Золото                             | Серебро                             | Бронза                            |
| Одиночки (мужчины) | Георг Хакль Германия               | Маркус Прок Австрия                 | Армин Цоггелер Италия             |
| Одиночки (женщины) | Герда Вайссенштайнер Италия        | Зузи Эрдман Германия                | Андреа Тагверкер Австрия          |
| Двойки (мужчины)   | Курт Бруггер Вильфрид Хубер Италия | Хансйорг Рафль Норберт Хубер Италия | Штефан Краусе Ян Берендт Германия |

### Общий зачёт
(Жирным выделено самое большое количество медалей в своей категории; принимающая страна также выделена)
| Общее количество медалей |          |        |         |        |       |
| Место                    | Страна   | Золото | Серебро | Бронза | Всего |
| 1                        | Италия   | 2      | 1       | 1      | 4     |
| 2                        | Германия | 1      | 1       | 1      | 3     |
| 3                        | Австрия  | 0      | 1       | 1      | 2     |